# Grabados de Goya

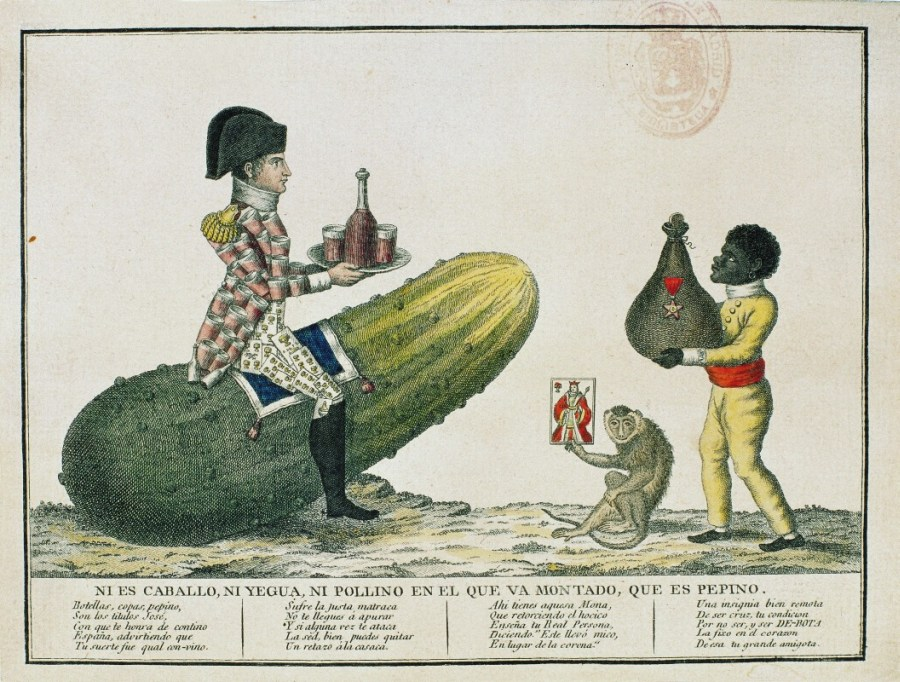
Caricatura de José Bonaparte por Francisco Goya.

Grabados de Goya es la expresión habitualmente usada en la bibliografía para referirse a la producción de Francisco de Goya como grabador, caracterizada por su gran innovación técnica, estilística y temática, que le convierte en el primer pintor contemporáneo.
Entre las series y los sueltos, la totalidad de sus grabados supera las 250 obras.
Se conservan un pequeño número de álbumes (catalogados con letras hasta la H y conocidos por nombres de lugar —italiano, de Sanlúcar, de Madrid, de Burdeos—) con dibujos preparatorios, muchos de los cuales no fueron finalmente pasados a las planchas.

## Grabados de Goya
| Fecha       | Título                                        | Formato                  | Número de obras             |
| ----------- | --------------------------------------------- | ------------------------ | --------------------------- |
| 1771 - 1774 | Huida a Egipto                                | Grabado suelto           | 1 aguafuerte                |
| 1778        | El ciego de la guitarra                       | Grabado suelto           | 1 aguafuerte                |
| 1778 - 1782 |                                               | Serie                    | 13 aguafuertes              |
| 1778 - 1785 | El agarrotado                                 | Grabado suelto           | 1 aguafuerte                |
| 1798        | Blasón de Jovellanos                          | Grabado suelto           | 1 aguafuerte                |
| 1799        | Los caprichos                                 | Serie                    | 80 aguafuertes / aguatintas |
| 1799        | Paisaje con cascada                           | Grabado suelto           | 1 aguafuerte / aguatinta    |
| 1804        | Dios se lo pague a usted                      | Grabado suelto           | 1 aguafuerte                |
| 1810 - 1818 | El Coloso                                     | Grabado suelto           | 1 aguatinta                 |
| 1812        | Paisaje con peñasco, edificios y cascada      | Grabado suelto           | 1 aguafuerte / aguatinta    |
| 1812        | Paisaje con peñasco, construcciones y árboles | Grabado suelto (inédito) | 1 aguafuerte                |
| 1810 - 1815 | La seguridad de un reo no exige tormento      | Grabado suelto           | 1 aguafuerte / buril        |
| 1810 - 1815 | Tan bárbara la seguridad como el delito       | Grabado suelto           | 1 aguafuerte / buril        |
| 1810 - 1815 | Si el delincuente se muera presto             | Grabado suelto           | 1 aguafuerte                |
| 1810 - 1815 | Los desastres de la guerra                    | Serie                    | 82 aguafuertes              |
| 1815 - 1816 | La tauromaquia                                | Serie                    | 33 aguafuertes / aguatintas |
| 1815 - 1823 | Los disparates                                | Serie                    | 22 aguafuertes / aguatintas |
| 1824 - 1825 | Los toros de Burdeos                          | Serie                    | 4 litografías               |
| 1826 - 1828 | Últimos Caprichos                             | Serie                    | 6 aguafuertes / aguatintas  |